# Dendropsophus minusculus
Dendropsophus minusculus és una espècie de granota que viu a Colòmbia, Guaiana Francesa, Guyana, Surinam, Trinitat i Tobago i Veneçuela.